# جغرافيا ماليزيا

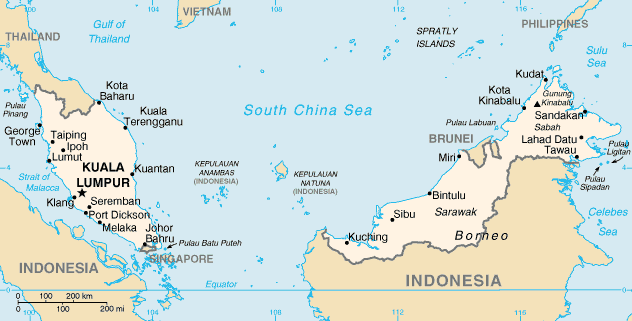
خريطة ماليزيا.

تقع ماليزيا في منطقة جنوب شرق آسيا، وأراضي ماليزيا مكونة من جزئين: الجزء الأول هو شبه جزيرة ماليزيا التي تقع جنوب تايلاند وشمال سنغافورة وشرق جزيرة سومطرة الإندونيسية، والجزء الثاني هو ماليزيا الشرقية التي تقع في جزيرة بورنيو؛ وتشترك فيها ماليزيا حدودياً مع إندونيسيا وبروناي.

## الفيضانات

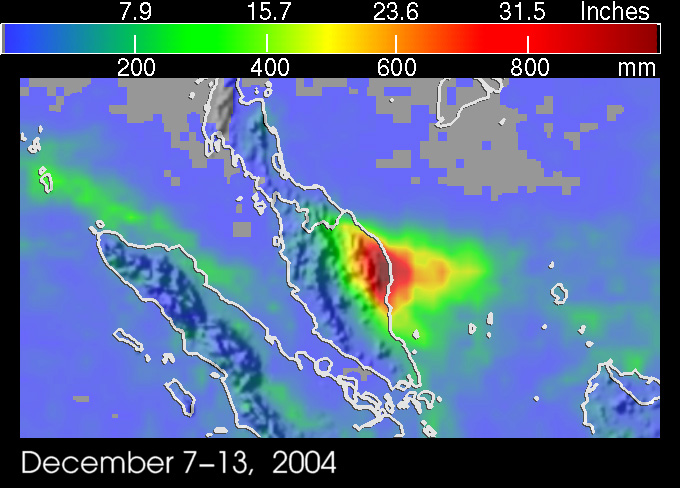
خريطة الأمطار في شبه جزيرة ماليزيا (ديسمبر 2004) تبين الأمطار الغزيرة في الساحل الشرقي التي تسببت بفيضانات هناك.

مع الأحواض المائية في ماليزيا 189 ويبلغ متوسط هطول الأمطار أكثر من 2000 مم سنويا، وماليزيا، معرضة للفيضانات. كان هناك 15 من الفيضانات الكبرى في ماليزيا منذ عام 1926. وقد كانت الفيضانات أكبر قلق اليوم بسبب التطور السريع في مجال أحواض الأنهار مما يزيد من جريان الأنهار وتناقص قدرة النهر. وقد أدى في الآونة الأخيرة 2006 و 2007 فيضانات في جوهور في فقدان RM1.5 مليار و 18 شخصا بالإضافة إلى تشريد 110,000 شخص مؤقتا.

## الزلازل
تقع ماليزيا بين اثنين من الحدود الرئيسية الصفائح التكتونية ، بليت الأسترالي و الأوراسية بلايت في غرب شبه الجزيرة الماليزية و لوحة بحر الفلبين و الأوراسية بلايت في شرق ماليزيا. الهزات، ومعظمهم من غير أن تكون قاتلة ورأى في ماليزيا، والناجمة عن الزلازل في سومطرة جزر أندونيسيا والفلبين.
آثار النشاط الزلزالي على مبنى في ماليزيا قد تزيد الفائدة منذ 2004 زلزال المحيط الهندي. على الرغم من أن ماليزيا مستقرة زلزاليا والمناطق المثيرة للقلق هي الساحل الغربي لشبه جزيرة ماليزيا، مثل بينانق و ولاية كيدا وكذلك شرق ولاية صباح.